# Bundesverband Sachwerte und Investmentvermögen
Der Bundesverband Sachwerte und Investmentvermögen e. V., bis 2013 Verband Geschlossene Fonds e.V. (VGF) mit Sitz in Berlin ist ein ehemaliger deutscher Branchenverband für Unternehmen und Anlagevehikel, die im Rahmen des Kapitalanlagegesetzbuchs  Investitionen in Sachwerte anbieten und verwalten. Er wurde zum 1. Januar 2018 in den Zentraler Immobilien Ausschuss integriert.

## Geschichte
Der Verband war ursprünglich Interessenvertreter der Anbieter von  geschlossenen Fonds in Deutschland. Seine Aufgaben waren das Bereitstellen von Informationen über die Anlageform der geschlossenen Fonds, die Einflussnahme auf den Gesetzgeber mit dem Ziel langfristig stabile wirtschaftliche, rechtliche und steuerliche Rahmenbedingungen für geschlossene Fonds zu erreichen. Er hatte 63 Mitgliedsunternehmen, davon 41 Anbieter geschlossener Fonds und 22 Fördermitglieder. Die im VGF organisierten Anbieter warben 2012 ein Investitionsvolumen von 5,09 Mrd. Euro ein und verwalteten ein Investitionsvolumen von insgesamt rund 142 Mrd. Euro, das entsprach etwa 70 Prozent des damaligen Gesamtmarktes mit einem Bestandsvolumen von 199 Mrd. Euro.
Am 26. Juni 2013 beschloss die Mitgliederversammlung die Umbenennung zum heutigen Namen und die Öffnung branchenverband für alle Formen von Sachwertvermögen nach dem KAGB. Zum 1. Januar ging der BSI im Zentralen Immobilien Ausschuss auf.
Die im BSI organisierten Anbieter verwalteten zusammen ein Investitionsvolumen von rund 127 Mrd. Euro. Bezogen auf den Gesamtmarkt in Deutschland mit einem verwalteten Fondsvolumen von 195 Mrd. Euro repräsentierte der BSI damit  66 Prozent des Marktes geschlossener Fonds.